# Lista de prêmios e indicações recebidos por Miranda Cosgrove
Miranda Cosgrove, uma atriz, compositora e cantora pop norte-americana. Em 2007 Miranda Cosgrove teve seu primeiro contato com a música ao gravar o tema de abertura de iCarly, série na qual é protagonista na Nickelodeon, a canção "Leave It All to Me", com participação do cantor Drake Bell. No ano seguinte, exatamente em 10 de junho de 2008 a cantora lançou seu primeiro álbum, iCarly, trilha sonora do seriado com mesmo nome, de onde foi retirado seu segundo single, "Stay My Baby". No Natal de 2008 lançou ainda um cover da canção "Christmas Wrapping", presente no filme Merry Christmas, Drake & Josh.
Em 3 de fevereiro de 2009 Miranda lançou seu primeiro extended play, About You Now, trazendo cinco faixas, sendo um remix de "Stay My Baby" e as indéditas "FYI", "Party Girl", além do single com mesmo nome, About You Now em versão normal e remix. Em 22 de março de 2010 Miranda lançou o single "Kissin U" que, devido à escassa divulgação, alcançou a posição cinquenta e quatro na Billboard Hot 100. Em 27 de abril é lançado seu primeiro álbum, Sparks Fly, alcançando a posição de número oito na Billboard 200 e vendendo em torno de 200 mil cópias ao todo.
Miranda tem ao todo 8 prêmios, alguns (a maioria) destes aqui são compartilhados com o elenco de iCarly e Drake & Josh.

## Young Artist Awards
O Young Artist Awards (YAA), também conhecido como Hollywood Young Artist Award, é uma premiação musical apresentado anualmente pela Young Artist Foundation. Começou em 1980, com o objetivo de atribuir prêmios anualmente para jovens talentosos da televisão e filmes, quando foi conhecido nos primeiros vinte anos como Youth In Film Awards. A partir de 2000 o prêmio passou a ser conhecido como Young Artist Awards, em sua 21ª cerimônia. São apresentados na Globe Theatre, Universal Studios em Hollywood.
| Ano  | Recipiente                  | Categoria                                                          | Resultado |
| ---- | --------------------------- | ------------------------------------------------------------------ | --------- |
| 2006 | Yours, Mine and Ours (2005) | Melhor Elenco                                                      | Indicado  |
| 2007 | Miranda Cosgrove            | Atriz Coadjuvante (pela série Drake & Josh)                        | Indicado  |
| 2008 | Miranda Cosgrove            | Melhor Atriz (Comédia ou Drama) (pela série iCarly)                | Indicado  |
| 2009 | Miranda Cosgrove            | Melhor Atriz (Comédia ou Drama) (pela série iCarly)                | Venceu    |
| 2009 | iCarly                      | Melhor Performance Remanescente em Séries de Tv (elenco de iCarly) | Indicado  |
| 2010 | Miranda Cosgrove            | Melhor Atriz (Comédia ou Drama) (pela série iCarly)                | Indicado  |
| 2010 | iCarly                      | Melhor Performance Remanescente em Séries de Tv (elenco de iCarly) | Indicado  |
| 2011 | Miranda Cosgrove            | Melhor Atriz (Comédia ou Drama) (pela série iCarly)                | Indicado  |

## MTV

### MTV Movie Awards
O MTV Movie Awards é um prêmio entregue anualmente pela MTV em reconhecimento à excelência de profissionais da indústria cinematográfica, como diretores, atores e roteiristas. A cerimônia formal na qual os prêmios são entregues, é decidido pelo público pelo site oficial da premiação.
| Ano  | Recipiente       | Categoria                                                                              | Resultado |
| ---- | ---------------- | -------------------------------------------------------------------------------------- | --------- |
| 2004 | School of Rock   | Melhor Elenco Jovem em um Filme                                                        | Indicado  |
| 2006 | Miranda Cosgrove | Melhor Performance em um Filme (pelo filme Yours, Mine and Ours)                       | Indicado  |
| 2007 | Miranda Cosgrove | Melhor Atriz Coadjuvante de Série de TV (Comédia ou Drama) (pela série Drake & Josh)   | Indicado  |
| 2007 | Miranda Cosgrove | Melhor Performance em Série de TV - Abaixo de 21 anos (pela série iCarly)              | Venceu    |
| 2009 | iCarly           | Melhor Elenco Jovem                                                                    | Venceu    |
| 2009 | Miranda Cosgrove | Melhor Atriz de Série de TV (Comédia ou Drama) - Abaixo de 21 anos (pela série iCarly) | Venceu    |
| 2010 | iCarly           | Melhor Elenco Jovem                                                                    | Venceu    |
| 2010 | Miranda Cosgrove | Melhor Atriz de Série de TV (Comédia ou Drama) - Abaixo de 21 anos (pela série iCarly) | Indicado  |

| Ano | Recipiente | Categoria | Resultado |
| --- | ---------- | --------- | --------- |

### MTV Video Music Awards
O MTV Movie Awards ou VMA é um prêmio entregue anualmente pela MTV de forma a enaltecer os melhores videoclipes do ano. Originalmente concebidos como uma alternativa aos Grammy Awards, os MTV Video Music Awards são agora um programa de entrega de prémios da cultura pop respeitado, apresentado todos os anos e são emitidos pela MTV. As estatuetas entregues aos vencedores são muitas vezes chamadas de Homem da Lua ou de Astronauta de Prata, dado que a estatueta é um astronauta na Lua, o que representa uma das primeiras representações da MTV.
| Ano  | Recipiente         | Categoria           | Resultado     |
| ---- | ------------------ | ------------------- | ------------- |
| 2008 | Leave It All to Me | Melhor Novo Artista | Pré-Indicação |

## Nickelodeon

### Kids' Choice Awards
O Nickelodeon Kids' Choice Awards, ou simplesmente KCAs, é a maior prêmiação jovem do planeta, exibida anualmente entre os meses de março e abril. São consagradas as personalidades da televisão, cinema e música do cotidiano. Os indicados são escolhidos pelos telespectadores do canal Nickelodeon. O prêmio dos vencedores é um dirigível da Nickelodeon.
| Ano  | Recipiente       | Categoria                              | Resultado |
| ---- | ---------------- | -------------------------------------- | --------- |
| 2004 | Drake & Josh     | Melhor Seriado de TV                   | Venceu    |
| 2006 | Drake & Josh     | Melhor Seriado de TV                   | Venceu    |
| 2007 | Drake & Josh     | Melhor Seriado de TV                   | Venceu    |
| 2008 | iCarly           | Melhor Seriado de TV                   | Indicado  |
| 2008 | Drake & Josh     | Melhor Seriado de TV                   | Venceu    |
| 2009 | Miranda Cosgrove | Melhor Atriz de TV (pela série iCarly) | Indicado  |
| 2009 | iCarly           | Melhor Seriado de TV                   | Venceu    |
| 2010 | Miranda Cosgrove | Melhor Atriz de TV (pela série iCarly) | Indicado  |
| 2010 | iCarly           | Melhor Seriado de TV                   | Venceu    |
| 2011 | iCarly           | Melhor Seriado de TV                   | Venceu    |
| 2011 | Miranda Cosgrove | Melhor Atriz de TV (pela série iCarly) | Indicado  |
| 2012 | iCarly           | Melhor Seriado de TV                   | Indicado  |
| 2012 | Miranda Cosgrove | Melhor Atriz de TV (pela série iCarly) | Indicado  |
| 2013 | iCarly           | Show de TV Favorito                    | Indicado  |
| 2013 | Miranda Cosgrove | Melhor Atriz de TV (por iCarly         | Indicado  |

### Australian Nickelodeon Kids' Choice Awards
O Australian Nickelodeon Kids' Choice Awards, é a versão australiana do prêmio Nickelodeon Kids' Choice Awards onde são destacadas as personalidades da televisão, cinema e música do cotidiano. Os indicados são escolhidos pelos telespectadores do canal Nickelodeon. O prêmio dos vencedores é um dirigível da Nickelodeon.
| Ano  | Recipiente       | Categoria                            | Resultado |
| ---- | ---------------- | ------------------------------------ | --------- |
| 2006 | Drake & Josh     | Seriado de TV Favorito               | Indicado  |
| 2007 | Drake & Josh     | Seriado de TV Favorito               | Venceu    |
| 2008 | iCarly           | Seriado de TV Favorito               | Indicado  |
| 2008 | Miranda Cosgrove | Estrela Internacional de TV Favorita | Indicado  |
| 2009 | Drake & Josh     | Seriado de TV Favorito               | Indicado  |
| 2009 | iCarly           | Seriado de TV Favorito               | Venceu    |
| 2009 | Miranda Cosgrove | Estrela de TV Internacional Favorita | Indicado  |
| 2010 | iCarly           | Seriado de TV Favorito               | Venceu    |
| 2010 | Miranda Cosgrove | Estrela de TV Favorita               | Indicado  |
| 2010 | iCarly           | Premio LOL                           | Venceu    |
| 2011 | Miranda Cosgrove | Estrela de TV Favorita               | Indicado  |
| 2011 | iCarly           | Seriado de TV Favorito               | Indicado  |

### Nickelodeon UK Kids' Choice Awards
O Nickelodeon UK Kids' Choice Awards, é a versão britânica do prêmio Nickelodeon Kids' Choice Awards onde são destacadas as personalidades da televisão, cinema e música do cotidiano. Os indicados são escolhidos pelos telespectadores do canal Nickelodeon. O prêmio dos vencedores é um dirigível da Nickelodeon.
| Ano  | Recipiente   | Categoria              | Resultado |
| ---- | ------------ | ---------------------- | --------- |
| 2007 | Drake & Josh | Seriado de TV Favorito | Venceu    |
| 2008 | iCarly       | Seriado de TV Favorito | Indicado  |
| 2008 | Drake & Josh | Seriado de TV Favorito | Venceu    |
| 2011 | iCarly       | Seriado de TV Favorito | Indicado  |

### New Zeland Nickelodeon Kids' Choice Awards
O New Zeland Nickelodeon Kids' Choice Awards, é a versão neozelandesa do prêmio Nickelodeon Kids' Choice Awards onde são destacadas as personalidades da televisão, cinema e música do cotidiano. Os indicados são escolhidos pelos telespectadores do canal Nickelodeon. O prêmio dos vencedores é um dirigível da Nickelodeon.
| Ano  | Recipiente   | Categoria              | Resultado |
| ---- | ------------ | ---------------------- | --------- |
| 2009 | Drake & Josh | Seriado de TV Favorito | Venceu    |
| 2009 | iCarly       | Seriado de TV Favorito | Indicado  |
| 2010 | iCarly       | Seriado de TV Favorito | Venceu    |

### Nickelodeon Kids' Choice Awards México
O Nickelodeon Kids' Choice Awards México, é a versão mexicana do prêmio Nickelodeon Kids' Choice Awards onde são destacadas as personalidades da televisão, cinema e música do cotidiano. Os indicados são escolhidos pelos telespectadores do canal Nickelodeon. O prêmio dos vencedores é um dirigível da Nickelodeon.
| Ano  | Recipiente | Categoria                       | Resultado |
| ---- | ---------- | ------------------------------- | --------- |
| 2010 | Carly Shay | Personagem Favorito             | Venceu    |
| 2011 | iCarly     | Programa Internacional Favorito | Indicado  |

### Meus Prêmios Nick
O Meus Prêmios Nick ou apenas MPN é a versão brasileira do Nickelodeon Kids' Choice Awards, uma premiação que se consagrou como o maior evento jovem no país, onde são destacadas as personalidades da televisão, cinema e música do cotidiano. Os indicados são escolhidos pelos telespectadores do canal Nickelodeon. O prêmio dos vencedores é um dirigível da Nickelodeon.<
| Ano  | Recipiente       | Categoria                      | Resultado |
| ---- | ---------------- | ------------------------------ | --------- |
| 2009 | iCarly           | Programa de TV Favorito        | Indicado  |
| 2010 | iCarly           | Programa de TV Favorito        | Venceu    |
| 2010 | Miranda Cosgrove | Artista Internacional Favorito | Indicado  |
| 2011 | iCarly           | Programa de TV Favorito        | Indicado  |
| 2013 | iCarly           | Programa de TV Favorito        | Venceu    |
| 2013 | Miranda Cosgrove | Personagem de TV Favorito      | Venceu    |

## Teen Choice Awards
O Teen Choice Awards ou TCA é uma premiação anual feita pela FOX, enaltecendo as maiores realizações do ano nas áreas da música, filmes, esportes, e televisão, votado por jovens. O programa geralmente apresenta um elevado número de celebridades e performances musicais. Os vencedores são premiados com pranchas de surf personalizadas, próprios para o tema de verão. A cerimônia também criou um spin-off de prêmios teen no YouTube. Começando em 1999, o Teen Choice Awards era realizado semanas antes dos programas televisionados, até 2005, sendo que desde 2006, o programa foi transmitido ao vivo.
| Ano  | Recipiente       | Categoria               | Resultado |
| ---- | ---------------- | ----------------------- | --------- |
| 2009 | Miranda Cosgrove | Melhor Atriz de Comédia | Indicado  |
| 2010 | Miranda Cosgrove | Melhor Atriz de Comédia | Indicado  |
| 2010 | Miranda Cosgrove | Artista Revelação       | Indicado  |
| 2010 | Miranda Cosgrove | Sorriso Mais Belo       | Indicado  |
| 2011 | iCarly           | Melhor Série de TV      | Indicado  |
| 2011 | Miranda Cosgrove | Melhor Atriz de Comédia | Indicado  |
| 2012 | Miranda Cosgrove | "Acuvue Inspire Award"  | Venceu    |

## Primetime Emmy Awards
O Primetime Emmy Awards é um prémio apresentados pela Academia de Artes & Ciências Televisivas em reconhecimento da excelência nos Estados Unidos da programação televisiva de horário nobre. Primeiramente realizados em 1949, eram referidos pelos Prémios Emmy mas com a criação dos Prémios Emmy do Daytime foi acrescentado para permitir a distinção entre os dois.
| Ano  | Recipiente | Categoria             | Resultado |
| ---- | ---------- | --------------------- | --------- |
| 2009 | iCarly     | Melhor Programa Jovem | Indicado  |
| 2010 | iCarly     | Melhor Programa Jovem | Indicado  |
| 2011 | iCarly     | Melhor Programa Jovem | Indicado  |

## Young Hollywood Awards
O Young Hollywood Awards é uma premiação concedida anualmente, que homenageia as maiores realizações do ano na música, cinema, esporte, televisão, moda e outros, com votação dos adolescentes e adultos jovens entre 13 a 19 anos. A cerimônia de premiação geralmente apresenta um grande número de celebridades e artistas musicais.
| Ano  | Recipiente       | Categoria        | Resultado |
| ---- | ---------------- | ---------------- | --------- |
| 2012 | Miranda Cosgrove | Crossover do Ano | Venceu    |

## Ology
| Ano  | Recipiente       | Categoria               | Resultado |
| ---- | ---------------- | ----------------------- | --------- |
| 2012 | Miranda Cosgrove | Best Rising Female Star | Venceu    |

## VH1 Do Something! Awards
VH1 "Do Something!" Awards é uma premiação da música e televisão americana, criada em 2000 pelo canal VH1.
| Ano  | Recipiente | Categoria          | Resultado     |
| ---- | ---------- | ------------------ | ------------- |
| 2012 | iCarly     | Melhor série de TV | Pré-Indicação |